# Pomnik Bartolomea Colleoniego w Wenecji
Pomnik Bartolomea Colleoniego w Wenecji – renesansowy pomnik konny kondotiera Bartolomea Colleoniego dłuta Andrei del Verrocchio (1481–88). Pomnik jest wykonany z brązu i ma wysokość 395 cm (bez podstawy).

## Historia
W roku 1479 władze Republiki Weneckiej postanowiły wykonać testament Bartolomeo Colleoniego, który zmarł w roku 1475 i wznieść mu pomnik, na którego budowę słynny kondotier pozostawił kwotę 100 tys. dukatów. W 1483 Verrocchio przedstawił model pomnika, a przed swoją śmiercią w 1488 przygotował formę pod odlew, jednak sam pomnik nie został ukończony. Wtedy Wielka Rada Republiki przywołała do powrotu do Wenecji innego artystę, Alessandro Leopardiego, wygnanego poprzednio z powodu sfałszowania dokumentów. Rada zawiesiła, a następnie w 1490 zniosła wydany na niego wyrok. W 1493 posąg był już odlany, 19 listopada 1495 stanął na wysokim cokole na placu św. Jana i Pawła, zaś 21 marca 1496 miało miejsce jego odsłonięcie.
Zabytkowa kopia pomnika, wykonana w roku 1913 dla Muzeum Miejskiego w Szczecinie, została w roku 2002 ustawiona na szczecińskim Placu Lotników (patrz Pomnik Bartolomea Colleoniego w Szczecinie). W Warszawie, na dziedzińcu Akademii Sztuk Pięknych, znajduje się współczesny odlew posągu (patrz Pomnik Bartolomea Colleoniego w Warszawie).

## Zdjęcia

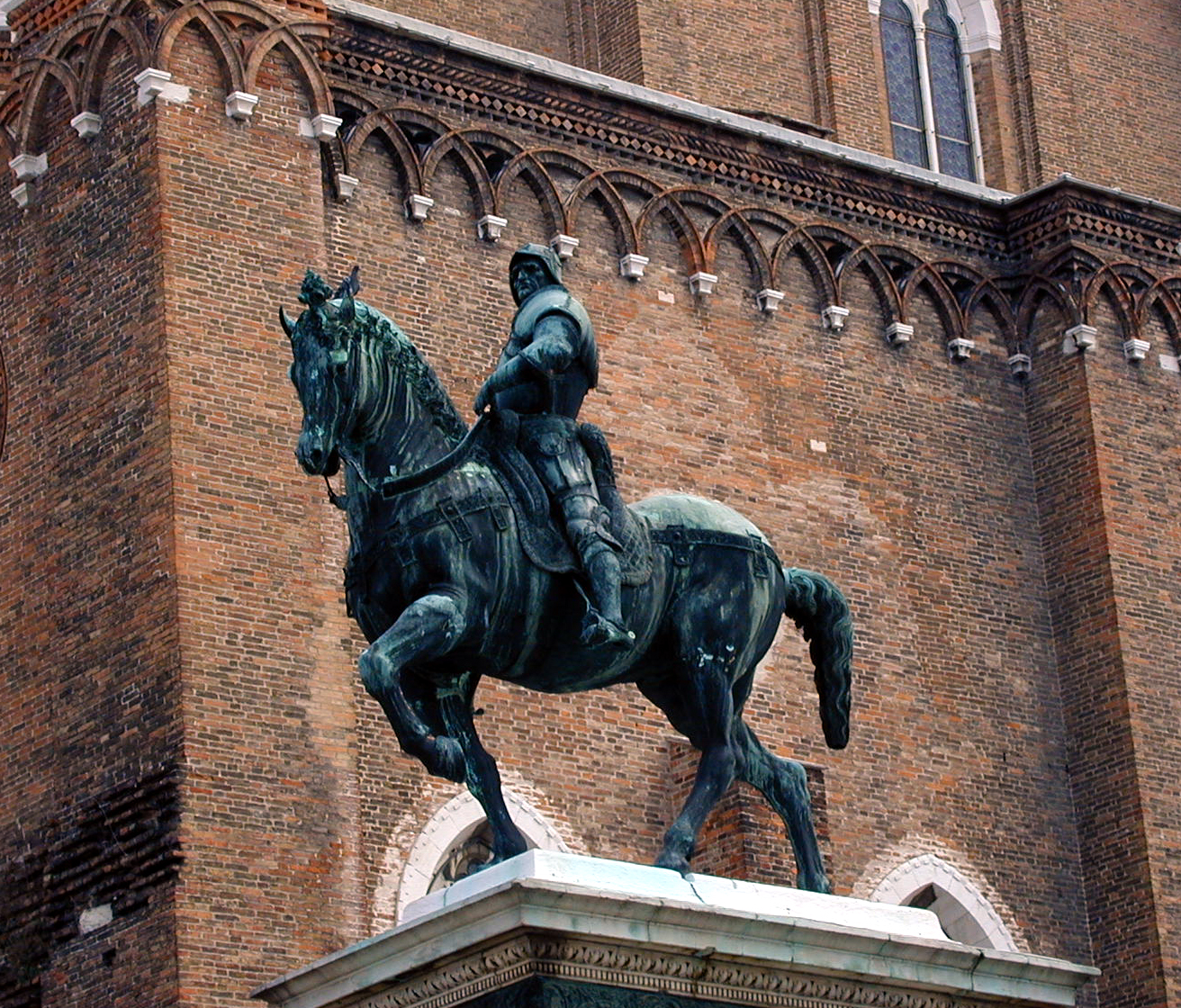
Pomnik Bartolomeo Colleoniego w Wenecji – widok od strony Campo di San Zanipolo
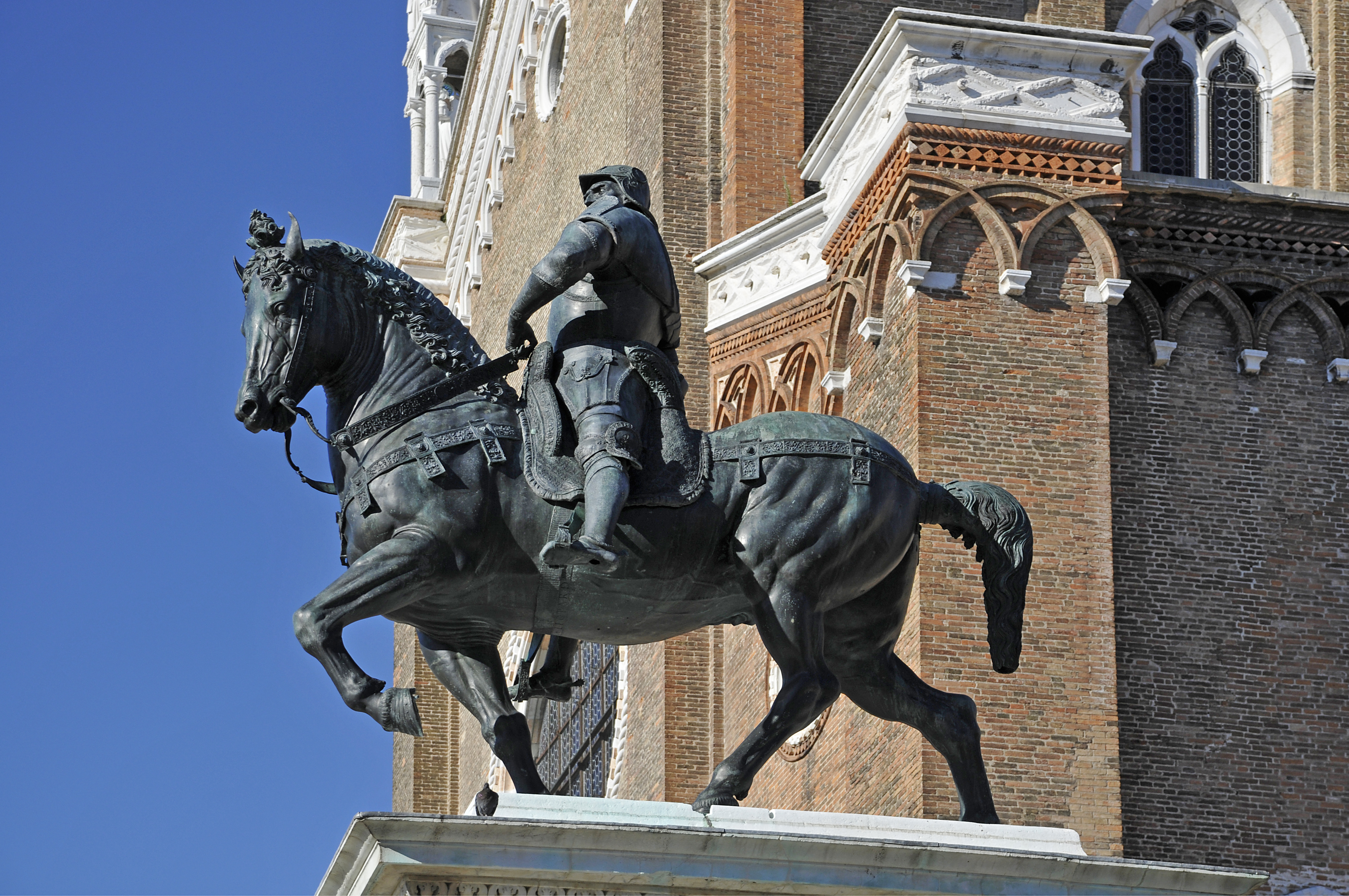
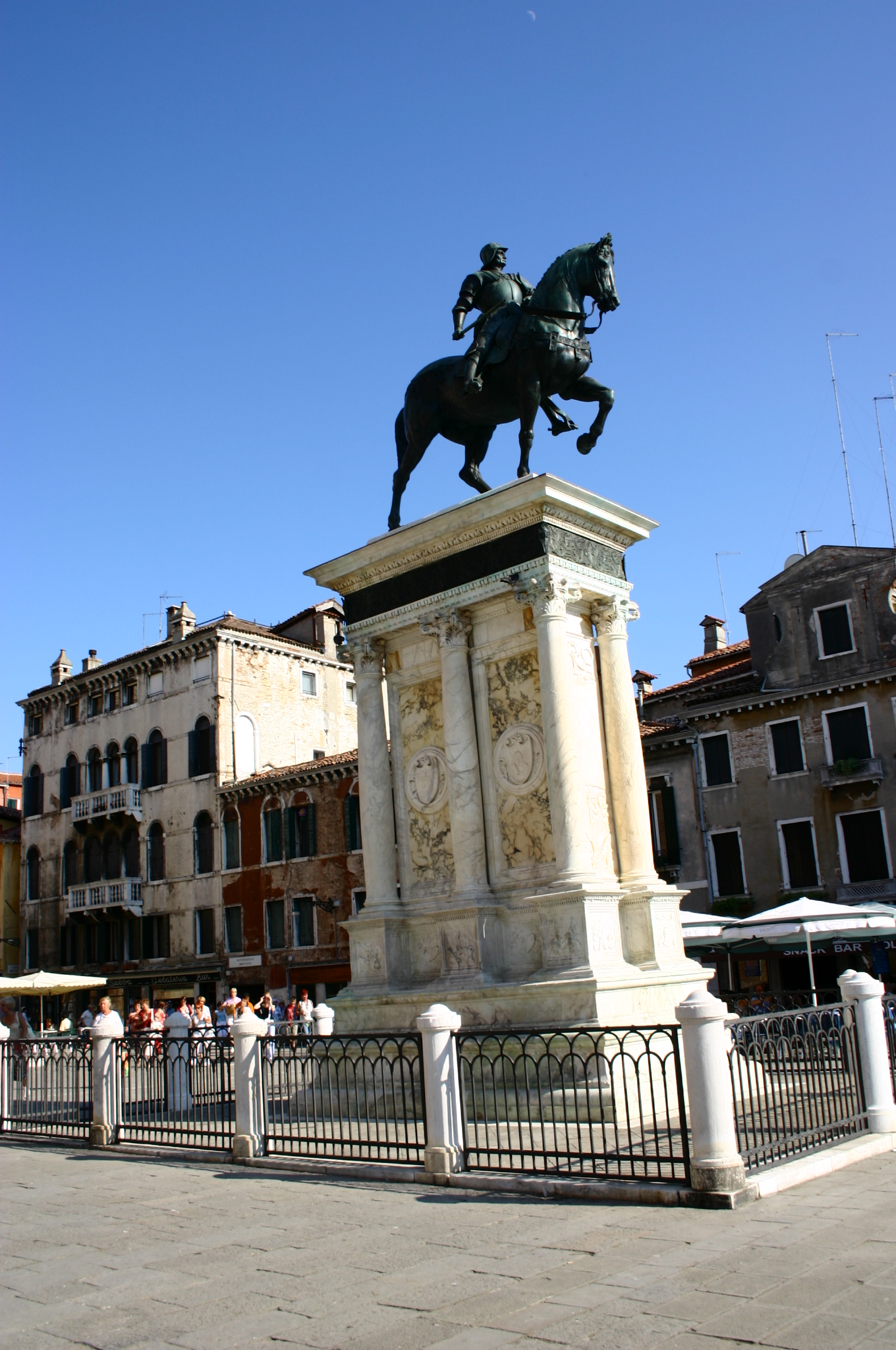